# Lost in a Harem
Lost in a Harem (bra: Perdidos num Harém) é uma comédia cinematográfica estadunidense de 1944 dirigida por Charles Reisner.

## Produção
As gravações reaproveitaram alguns cenários de Kismet. Embora anunciada nos cartazes, a participação da orquestra de Tommy Dorsey é discreta e sequer completa um único número musical.

## Recepção
A revista especializada brasileira A Cena Muda deu nota 1 ("regular") de 4, ressaltando a interpretação apenas convincente dos protagonistas, exceto pela de John Conte, qualificada como "sofrível".
No Marrocos, o filme foi totalmente proibido. Para ser exibido na Síria, foi preciso cortar algumas cenas. 